# 皆川あずさ
皆川 あずさ（みながわ あずさ、1996年6月6日 - ）は、日本の声優。東京都出身。身長150cm。血液型AB型。星座はふたご座。
かつてはジャストプロに預かり所属していた。「あずにゃー」の愛称で親しまれている。

## 略歴
都内の高等学校声優・放送専攻科に通い、プロの声優の演技に感動し声優志望となる。2012年には『さんまのSUPERからくりTV』にて、「夢を追いかける女子高生SP」として出演。
2013年6月、声優育成バラエティ『スパルタンMX』第一期生として出演する。そこでのオーディションを経て、2014年1月から放送されるアニメ『ノブナガン』にて、渡辺役でデビュー。
しばらくフリーで活動していたが、2018年ジャストプロのオーディションに合格して同年10月よりジャストプロ預かり所属となった。
2020年6月30日をもってジャストプロを退所し、再びフリーでの活動となった。
17LIVEやYouTubeでの配信活動に取り組んでおり、ライバーとしてはカーブアウトに所属している。

## 人物
- 座右の銘：「常に感謝の気持ちを忘れるな」
- 好きな色：赤、白。
- 好きなもの：げっ歯類、猫、歌
大の動物好きでもあり、げっ歯類のデグーのうにくん、サファイアブルーハムスターの海月(くらげ)ちゃん[5]などと暮らしている。
- 好きな食べ物：マカロン、お酒 、紅茶
- 趣味：お菓子作り、ゲーム

## 出演
太字はメインキャラクター。

### テレビアニメ
- ノブナガン（2014年、渡辺）

### ゲーム
- ゴシックは魔法乙女〜さっさと契約しなさい!〜（2015年、ミヤビ、アネモス、イグニス、チッタ、ノトシア、イルミナ）
- ゴシックは魔法乙女 学園編（2017年、ルベリス・シリュエッタ[6]）

### 舞台
- 『オトニワ夏祭りSP!』出演　(2019年7月27日)
- 『りーでぃんぐ☆ぱーてぃー vol.7』出演予定 （2019年9月4日 - 2019年9月8日）[7]

### テレビ番組
- 2012年8月5日放送『さんまのSUPERからくりTV』夢を追いかける女子高生として出演。
- 2013年6月 声優育成バラエティ スパルタンMX　第一期生として出演する。そこでのオーディションをにて、2014年1月から放送されるアニメノブナガンにて、渡辺役を得る。
- 2017年11月21日放送『声優☆養成所 サタラ〜ナ!』#5[8]に出演

### イベント
- 「ケイブ祭り 大運動会」[9] - 司会進行」
- 「ケイブ祭り 入学式」[10] - 司会進行
- 「ケイブ第一回スコア大会」[11] - 登壇
- 「ゴシックは魔法乙女〜さっさと契約しなさい〜」SHIROBACOカフェ コラボトーク[12]
- トークバラエティ「ツインテールVol.2」[13]

## ディスコグラフィ

### キャラクターソング
| 発売日        | タイトル                                 | 歌                     | 楽曲                                         | 備考                                                        |
| ------------- | ---------------------------------------- | ---------------------- | -------------------------------------------- | ----------------------------------------------------------- |
| 2018年8月10日 | でこピタ☆Fight!!                         | LOVE☆MAXフレンズ       | 「でこピタ☆Fight!!」                         | ゲーム『ゴシックは魔法乙女〜さっさと契約しなさい!〜』関連曲 |
| 2019年8月19日 | Forever dance machine 〜踊リツヅケロ！〜 | ファビュラスダークネス | 「Forever dance machine ～踊リツヅケロ！～」 | ゲーム『ゴシックは魔法乙女〜さっさと契約しなさい!〜』関連曲 |